# Bahnhof Götzendorf an der Leitha

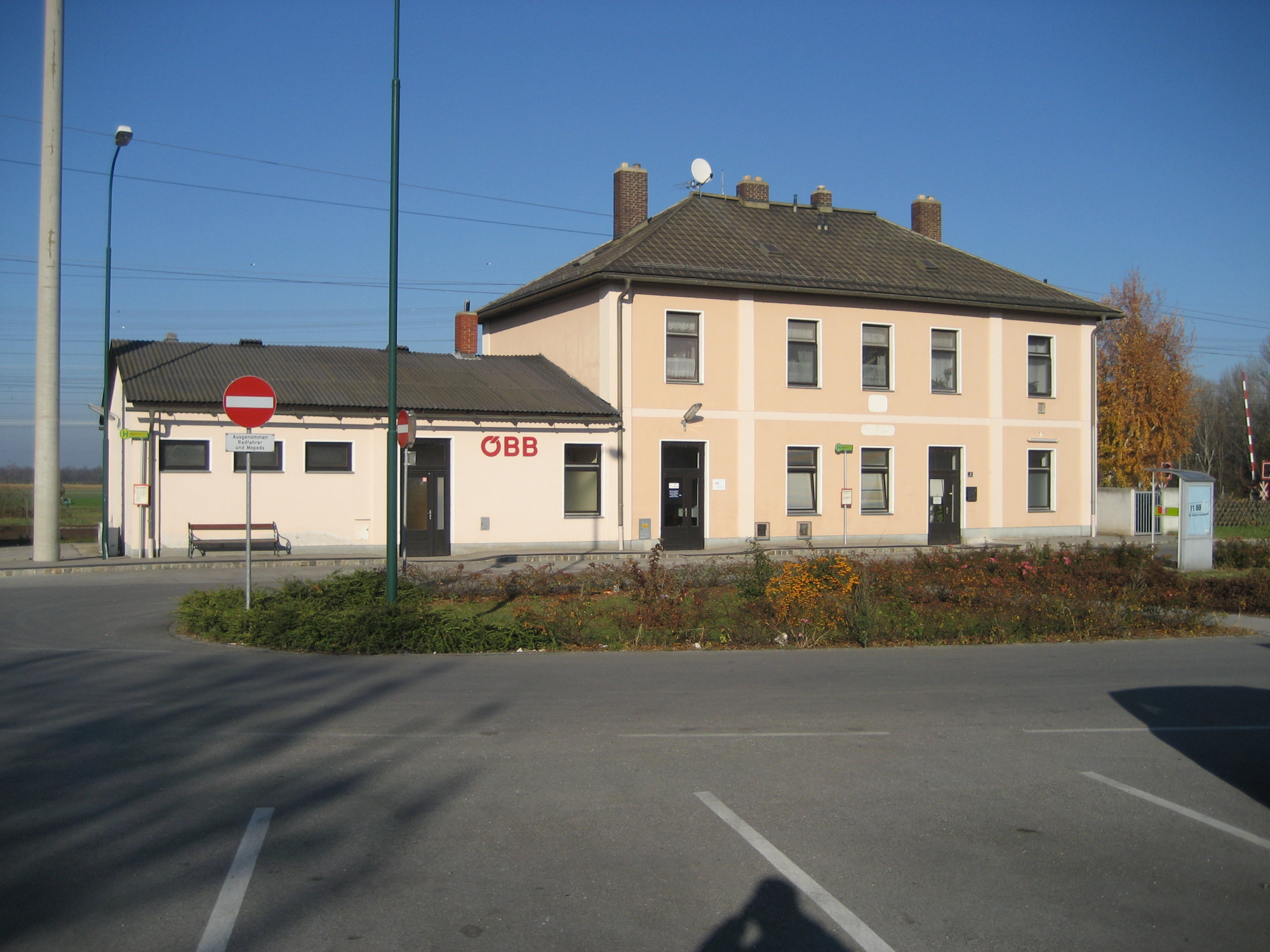
Bahnhof Götzendorf an der Leitha (2011)

Der Bahnhof Götzendorf an der Leitha ist ein Bahnhof in der gleichnamigen Ortschaft an der Ostbahn.

## Aufbau und Lage
Der Bahnhof befindet sich nördlich der Ortschaft Götzendorf an der Leitha im Ortsteil Am Bahnhof an der Ostbahn bei Kilometer 27. Er wird von Regionalexpresszügen und Zügen der S-Bahnlinie S60 angefahren. Er verfügt über vier Bahnsteige, die mittels einer Unterführung zu erreichen sind. Das Aufnahmegebäude liegt gemeinsam mit Fahrradstellplätzen, Parkplätzen und Fahrkartenautomaten auf der südlichen Seite der Bahn. Östlich des Bahnhofes befindet sich ein Bahnübergang der Leitha Straße B60. Östlich des Bahnhofes zweigen zwei Zweigstrecken der Ostbahn ab – eine nach Schwadorf und weiter nach Fischamend und eine nach Mannersdorf. Die Zweigstrecke nach Mannersdorf wird aufgrund des dort ansässigen Zementwerks im Güterverkehr noch betrieben.

## Geschichte
Der Bahnhof wurde im Jahr 1846 im Zuge der Fertigstellung der Ostbahn eröffnet. Der Personenverkehr der Zweigstrecke nach Fischamend wurde bereits 1951 eingestellt.
Lange Zeit war eine neue Bahnverbindung zwischen Fischamend und Götzendorf namens Götzendorfer Spange geplant. Im April 2015 wurde bekanntgegeben, dass dieses Projekt nicht länger verfolgt und stattdessen eine Trasse entlang der Ost Autobahn A4 über Bruck an der Leitha geplant wird.